# 宇高伸次
宇高 伸次（うだか しんじ、1976年8月24日 - ）は、大阪府門真市出身の元プロ野球選手（投手）。

## 来歴・人物

### プロ入り前
小学4年から野球を始めた。中学時代はボーイズリーグで投手を務めて中学2年の時にアンダースローへ転向。
PL学園高校時代は同校初のアンダースローのエースとして、2年秋に近畿大会で優勝すると1994年の第66回選抜高等学校野球大会でベスト4。全日本選抜にも選ばれた。夏は府大会ベスト8。同期には大村三郎（サブロー）がいる。
近畿大学時代も3年次に1学年上の清水章夫らとともに史上初のアマ五冠（春秋のリーグ戦・大学選手権・明治神宮大会・全日本アマチュア野球王座決定戦優勝）を達成、翌年の春秋リーグ戦では最優秀投手、ベストナインで大学選手権2連覇に貢献。3年春の京大戦でノーヒットノーラン、3年秋から4年春にかけて40イニング連続無失点を記録。関西学生リーグ通算30試合登板、20勝4敗、防御率1.45、172奪三振。1998年度ドラフト会議にて近鉄バファローズから1位指名（逆指名）を受け、大学でバッテリーを組んでいた藤井彰人（2位指名）とともに入団。

### プロ入り後
ルーキーイヤーの1999年は、一軍で先発4試合を含む12試合に登板し2勝をあげるも、即戦力としての期待に応えられず以後は登板数が減少。
2000年、2001年は中継ぎに転向し比較的安定した成績を残すも一軍定着とはいかず、2002年、2003年は一軍登板なし。
2003年、10月10日に門倉健と共に福盛和男・矢野英司との交換トレードで横浜ベイスターズへ移籍。しかし木塚敦志、加藤武治、デニー友利、村西哲幸等同じサイドスローの投手が一軍でひしめき合い、一軍登板がないまま2004年10月1日に戦力外通告を受け、12球団合同トライアウトを受けたものの獲得する球団は現れず、現役を引退。

### 現役引退後
2022年12月8日、SUNホールディングスが運営する奈良硬式野球部のコーチ就任が発表された。

## 詳細情報

### 年度別投手成績
| 年 度     | 球 団     | 登 板 | 先 発 | 完 投 | 完 封 | 無 四 球 | 勝 利 | 敗 戦 | セ 丨 ブ | ホ 丨 ル ド | 勝 率 | 打 者 | 投 球 回 | 被 安 打 | 被 本 塁 打 | 与 四 球 | 敬 遠 | 与 死 球 | 奪 三 振 | 暴 投 | ボ 丨 ク | 失 点 | 自 責 点 | 防 御 率 | W H I P |
| --------- | --------- | ----- | ----- | ----- | ----- | -------- | ----- | ----- | -------- | ----------- | ----- | ----- | -------- | -------- | ----------- | -------- | ----- | -------- | -------- | ----- | -------- | ----- | -------- | -------- | ------- |
| 1999      | 近鉄      | 12    | 4     | 0     | 0     | 0        | 2     | 2     | 0        | --          | .500  | 150   | 33.2     | 36       | 3           | 13       | 0     | 4        | 16       | 1     | 0        | 21    | 18       | 4.81     | 1.46    |
| 2000      | 近鉄      | 8     | 0     | 0     | 0     | 0        | 0     | 0     | 0        | --          | ----  | 50    | 11.1     | 11       | 2           | 5        | 1     | 0        | 6        | 0     | 0        | 7     | 3        | 2.38     | 1.41    |
| 2001      | 近鉄      | 11    | 0     | 0     | 0     | 0        | 0     | 0     | 0        | --          | ----  | 48    | 11.1     | 8        | 0           | 6        | 0     | 1        | 5        | 0     | 0        | 4     | 1        | 0.79     | 1.24    |
| 通算：3年 | 通算：3年 | 31    | 4     | 0     | 0     | 0        | 2     | 2     | 0        | --          | .500  | 248   | 56.1     | 55       | 5           | 24       | 1     | 5        | 27       | 1     | 0        | 32    | 22       | 3.51     | 1.40    |

### 記録
- 初登板・初先発・初勝利：1999年4月25日、対日本ハムファイターズ5回戦（大阪ドーム）、5回1/3を3失点
- 初奪三振：同上、2回表に野口寿浩から

### 背番号
- 29 （1999年 - 2003年）
- 52 （2004年）